# Elly Karin Hansen
Elly Karin Hansen (16. april 1901 – 23. august 2010) var ved sin død Danmarks ældste nulevende. Hun boede til det sidste i sin egen lejlighed i Gentofte og klarede sig med hjælp fra hjemmeplejen.